# Wülfeler Brotfabrik
Die Wülfeler Brotfabrik Georg Fiedeler K.G. in Hannover war die älteste Brotfabrik im Raum Hannover und einer der ersten Bäckereibetriebe in Deutschland, die das Brotbacken mechanisierten.

## Geschichte
Das Unternehmen war in Hannover-Wülfel an der Hildesheimer Chaussee ansässig und ist aus einer seit 1810 bestehenden Bäckerei der Familie Fiedeler hervorgegangen. 1897 wurde sie von Georg Fiedeler (1866–1939) ins Handelsregister von Hannover eingetragen. 1912 erfolgte eine Erweiterung durch eine Keks- und Zwiebackfabrik. 1920 wurde eine Mühle in Elze, die Saalemühle, aufgekauft. Die Mechanisierung des Brotbackens durch das Unternehmen war richtungsweisend in der Zeit des Deutschen Reichs, wodurch die Firma internationales Ansehen gewann. 1939 hatte das Unternehmen unter Leitung von Rolf Fiedeler 28 Filialen und 150 Mitarbeiter. Durch den Zweiten Weltkrieg waren dem Unternehmen erhebliche Schäden entstanden; auch Firmeninhaber Rolf Fiedeler war ums Leben gekommen. In den 1950er Jahren gab es wieder zahlreiche Filialen, ohne dass das Unternehmen an die Erfolge der Vorkriegszeit anknüpfen konnte. 1978 kam die Schließung.